# Petrorossia phthinoxantha
Petrorossia phthinoxantha är en tvåvingeart som beskrevs av Wray Merrill Bowden 1964. Petrorossia phthinoxantha ingår i släktet Petrorossia och familjen svävflugor. Inga underarter finns listade i Catalogue of Life.